# Lama Mocogno
Lama Mocogno (La Lama in dialetto frignanese) è un comune italiano di 2 651 abitanti della provincia di Modena in Emilia-Romagna, situato a sud del capoluogo. Fa parte dell'Unione dei Comuni del Frignano, che ha il proprio capoluogo a Pavullo nel Frignano.

## Geografia fisica
Situata in posizione che domina le valli dei torrenti Scoltenna e Mocogno, con ampia vista sul monte Cimone, si trova a 842 m sul livello del mare, in una posizione privilegiata grazie al passaggio di importanti vie di comunicazione tra i paesi della montagna.
L'ambiente, costituito da vasti boschi di castagni, querce, faggi e abeti, rappresenta una risorsa importante. La ricca fauna comprende volpi, cinghiali, civette, falchi. I prati e i pascoli del crinale sono ricchi di vegetazione con la presenza di gigli, narcisi, arbusti di rododendro, specie floreali protette.

## Storia
Nel tardo Medioevo erano presenti alcune famiglie notabili: gli Scalabrini, i Torelli e un ramo dei conti Boschetti. Nel 1400–1500 la zona di Mocogno divenne podesteria dei Pio di Savoia di Carpi, signori di Sassuolo. Ma la famiglia più potente che spadroneggiava incontrastata era quella dei Montecuccoli.
Nell'area dove ora si trova il vecchio campo sportivo c'era un piccolo stagno che fu prosciugato nel 1904 e che ha dato il nome al paese: il termine lama, infatti, ha il significato di luogo paludoso, una zona di ristagno delle acque. L'essere crocevia delle strade che univano i paesi del medio e dell'alto Frignano ne ha fatto nel passato un luogo particolarmente favorevole al commercio. L'antico nucleo di Lama si sviluppò attorno all'attuale piazza Cesare Battisti, e la sua importanza crebbe ulteriormente con la costruzione delle vie Vandelli e Giardini nel Settecento. L'abitato originario si chiamava Mocogno ed è stato rappresentato su affresco all'interno del castello di Spezzano nella Sala delle vedute dipinte da Cesare Boglione nel 1500.
Nel 1717 marchese conte Achille Tacoli e sua moglie Camilla Tassoni vennero in possesso del feudo contea di Valdalbero, ora frazione di Lama Mocogno, un'area vasta ma ben determinata dove la famiglia Tacoli esercitava il suo potere come entità autonoma da Mocogno e con compiti podestarili propri. Il podestà del feudo era il marchese e conte Achille Tacoli di Reggio Emilia, Modena, Ferrara, San Possidonio e Mirandola. Nel territorio agricolo del feudo non è stata riscontrata la presenza di una villa, castello o palazzo; la residenza della famiglia Tacoli si ipotizza presso il castello di Sasso Storno nelle vicinanze di Valdalbero (ora ne rimane solo la Torre mozza). Ma nel 1723 il marchese Tacoli acquistò il feudo marchesato di San Possidonio, rinunciò al Valdalbero e si legò al duca di Mirandola Pico, dando il feudo al duca di Modena ed a Isabella d'Este che a sua volta lo diede alla famiglia Rossetti di Ferrara, divenendo conti di Valdalbero. Presso la Chiesa ricostruita su precedente oratorio di proprietà delle famiglie Tacoli, poi Rosselli si trova la campana con le insegne delle due famiglie.
Durante la seconda guerra mondiale, nel periodo dell'occupazione tedesca e della Repubblica Sociale Italiana, Antonio Lorenzini nelle sue funzioni di impiegato all'anagrafe comunale poté aiutare molte persone, tra le quali la famiglia ebrea dei Colorni. Vittore Colorni, che fino alla promulgazione delle leggi razziali fasciste del 1938 era stato professore di giurisprudenza all'Università di Ferrara, l'8 settembre 1943 si trovava in vacanza con la famiglia nella frazione di La Santona, in incombente pericolo di deportazione. Grazie ai documenti di identità falsificati da Lorenzini, i Colorni poterono rifugiarsi in relativa sicurezza a Roma fino alla Liberazione. Per questo impegno disinteressato di solidarietà, il 15 gennaio 2001 l'Istituto Yad Vashem di Gerusalemme ha conferito ad Antonio Lorenzini l'alta onorificenza dei Giusti tra le nazioni.

### Simboli
Lo stemma è stato concesso con regio decreto del 9 agosto 1901 e confermato nella forma attuale, assieme al gonfalone, con decreto del presidente della Repubblica del 4 dicembre 1954.
Lo stemma ricorda un episodio del 1522, quando il castello locale venne incendiato durante un attacco. Lama (in latino significa "pozzanghera", "pantano") sarebbe una sorta di palude, che nelle versioni più recenti dello stemma compare direttamente sul monte, dove sono ben visibili tre piccoli stagni d'acqua.
Il gonfalone è un drappo partito di rosso e di giallo.

## Monumenti e luoghi d'interesse
- Chiesa parrocchiale della Beata Vergine del Carmine
- Da ricordare la presenza alle Piane dell'osservatorio astronomico del Frignano[8], dismesso qualche anno fa. La località infatti è nota per la purezza dell'atmosfera che permette una visibilità ottimale, non solo per le osservazioni astronomiche ma anche per quelle panoramiche, in quanto da qui, in particolar dal monte Cantiere, è possibile ammirare gran parte dell'Appennino nord occidentale.
- Presso le Piane di Mocogno si trova la caserma militare Gaetano Tavoni, base logistica e di addestramento per l'Esercito Italiano e l'Accademia militare di Modena; viene usata anche come luogo di ricezione per dipendenti dell'esercito, essendo vicino agli impianti sciistici locali. Apparteneva originariamente al duca di Modena ed era utilizzata nel periodo estivo, poi passò al Regio demanio militare e negli anni Trenta diventò una base militare. La sua vicinanza all'ex aeroporto militare "Giulio Paolucci" di Pavullo nel Frignano la rese adatta a particolari esercitazioni per la formazione di allievi della scuola di volo a vela.

## Società

### Evoluzione demografica
Abitanti censiti

Secondo l'ultimo censimento ISTAT Lama Mocogno è il paese della provincia di Modena con il maggior calo demografico rispetto alla rilevazione precedente.

## Cultura
Le tradizioni locali, come le varie sagre, nel corso delle quali riaffiorano gli antichi usi e costumi, rimangono presenti nella vita degli abitanti. Sono attivi numerosi gruppi culturali, che con le proprie iniziative raccolgono l'interesse e la partecipazione non solo dei cittadini del comune ma anche di ospiti di diversa provenienza.

## Amministrazione
| Periodo        | Periodo        | Primo cittadino          | Partito                                            | Carica  | Note   |
| -------------- | -------------- | ------------------------ | -------------------------------------------------- | ------- | ------ |
| 12 maggio 1985 | 5 maggio 1990  | Geminiano Vedovelli      | Partito Socialista Italiano                        | Sindaco | [ 11 ] |
| 6 maggio 1990  | 22 aprile 1995 | Enzo Madrigali           | PCI, PDS                                           | Sindaco | [ 11 ] |
| 23 aprile 1995 | 11 giugno 2004 | Giovanni Battista Pasini | Partito Democratico della Sinistra                 | Sindaco | [ 11 ] |
| 12 giugno 2004 | 25 maggio 2014 | Luciana Serri            | Lista civica La scalinata (centrosinistra)         | Sindaco | [ 11 ] |
| 26 maggio 2014 | 26 maggio 2019 | Fabio Canovi             | Lista civica La scalinata (centrosinistra)         | Sindaco | [ 12 ] |
| 27 maggio 2019 | 9 giugno 2024  | Giovanni Battista Pasini | Lista civica La scalinata (centrosinistra)         | Sindaco | [ 13 ] |
| 10 giugno 2024 | in carica      | Arnaldo Ricchi           | Lista civica Lama Mocogno al Centro (centrodestra) | Sindaco | [ 14 ] |

## Sport
Il paese offre una piscina scoperta, campi da tennis, bocce e ruzzola, piste per motocross e go-kart.
Nel comune si può praticare la pesca sportiva in due laghetti attrezzati. 
La località delle Piane di Mocogno, distante 10 km dal capoluogo, dispone di diverse piste da sci con impianti di risalita e di innevamento artificiale. Il centro fondo di Piana degli Amorotti a febbraio 2010 ha ospitato i campionati italiani allievi di sci nordico. A Lama Mocogno si sono tenuti diversi ritiri della Nazionale Italiana di sci di fondo.